# ۳۰۶ (پیش از میلاد)

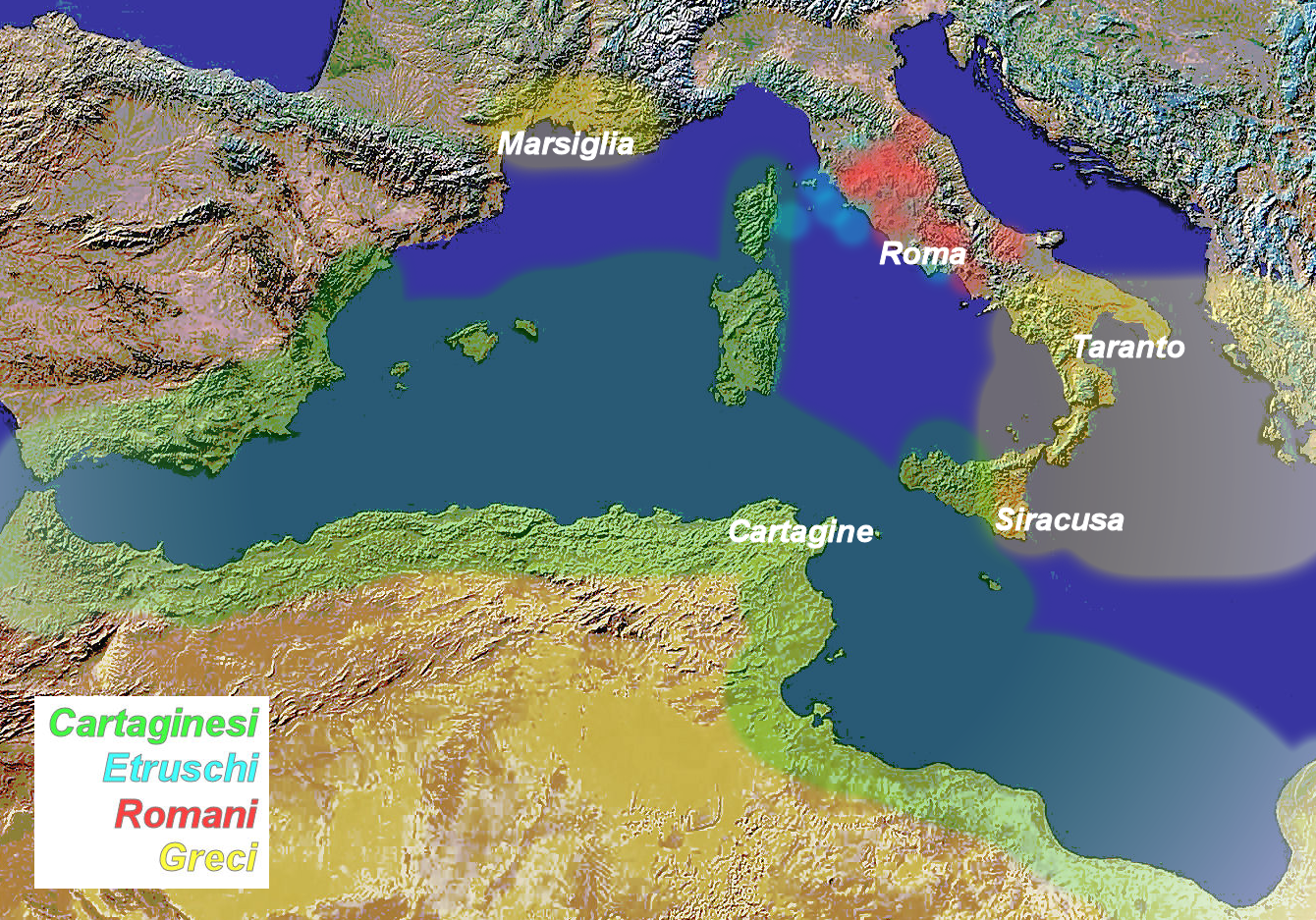
مدیترانهٔ باختری در ۳۰۶ پیش از میلاد

## رویدادها
- آنتیگون یکم با پیروزی پسرش در نبرد سالامیس بر دریای اژه، مدیترانهٔ خاوری و خاورمیانه—به جز بابل—چیره شد.
- آنتیگون یکم، بطلمیوس یکم، کاساندر، لوسیماخوس و سلوکوس یکم در هماوردی با یکدیگر خود را شاه خواندند.
- آنتیگون یکم خود را شاه آسیای کوچک و شمال سوریه خواند.
- آشتی میان سیراکوز و کارتاژ
- ایستادگی بطلمیوس یکم در برابر لشکر بزرگ آنتیگون که قصد چیرگی بر مصر باستان را داشتند.
- ضرب سکهٔ چهار درهمی با چهرهٔ اسکندر مقدونی از سوی لوسیماخوس

## منبع
Wikipedia contributors, "306 BC," Wikipedia, The Free Encyclopedia, http://en.wikipedia.org/w/index.php?title=306_BC&oldid=216138857 (accessed June 16, 2008). 